# 白喙刺子莞
白喙刺子莞（学名：Rhynchospora brownii）是莎草科刺子莞属的植物。分布在台湾岛、全球热带及亚热带地区以及中国大陆的广西、云南、福建、广东、湖南等地，生长于海拔1,000米至2,400米的地区，见于沼泽以及河边潮湿的地方，目前尚未由人工引种栽培。

## 异名
- Rhynchospora brownii Roem. et Schult.